# Dinilysia

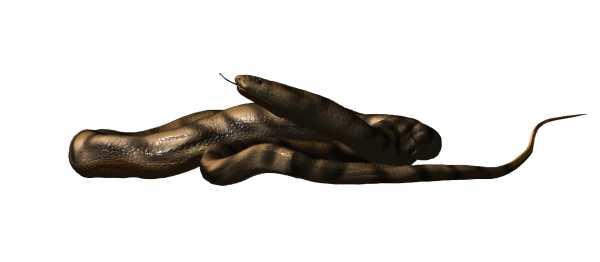
Recreación.

El género Dinilysia (destructor terrible) es el ejemplar más antiguo de serpientes que se conoce, evolucionó de antepasados de las lagartijas hace unos 85 millones de años. Vivió en el Cretácico Superior y sus restos han sido descubiertos en América del Sur, en el Coniaciense de Argentina. Esta serpiente alcanzaba una longitud de entre 1.8 a 3 metros y depredaba animales pequeños. La forma del cráneo del animal no apoya la idea de que las serpientes fueran excavadoras durante su origen; es claro que Dinilysia era terrestre.
Dinilysia no era venenosa y mataba a sus presas por estrangulación, como las boas y pitones de nuestros días. Tragaba las presas completas, algunas de buen tamaño, debido a que los huesos de la mandíbula no estaban fijos.

## En la cultura popular
De acuerdo al material suplementario publicado en línea en el sitio de Internet de la BBC, Dinilysia era la serpiente que aparecía en el episodio final de la serie de televisión de 1999 Walking with Dinosaurs. La criatura fue representada por una boa constrictora actual. Sin embargo, el episodio en cuestión estaba situado en Norteamérica en el Maastrichtiense, y Dinilysia vivió cerca de 20 millones de años antes que Tyrannosaurus en Sudamérica.